# Municipio de Harrison (condado de Daviess, Indiana)
El municipio de Harrison (en inglés: Harrison Township) es un municipio ubicado en el condado de Daviess en el estado estadounidense de Indiana. En el año 2010 tenía una población de 696 habitantes y una densidad poblacional de 8,35 personas por km².

## Geografía
El municipio de Harrison se encuentra ubicado en las coordenadas 38°33′38″N 87°5′9″O / 38.56056, -87.08583. Según la Oficina del Censo de los Estados Unidos, el municipio tiene una superficie total de 83.33 km², de la cual 78,58 km² corresponden a tierra firme y (5,69 %) 4,74 km² es agua.

## Demografía
Según el censo de 2010, había 696 personas residiendo en el municipio de Harrison. La densidad de población era de 8,35 hab./km². De los 696 habitantes, el municipio de Harrison estaba compuesto por el 98,99 % blancos, el 0,14 % eran afroamericanos, el 0,14 % eran amerindios, el 0,14 % eran asiáticos y el 0,57 % eran de una mezcla de razas. Del total de la población el 0,43 % eran hispanos o latinos de cualquier raza.